# 莫雷號驅逐艦 (DD-100)
莫雷號驅逐艦（舷號DD-100）是一艘美國海軍建造的驅逐艦，為維克斯級驅逐艦的26號艦。她是美軍第一艘以莫雷為名的軍艦，以紀念美國海軍學院奠基者、國際知名的海洋學家、地理學家、天文學兼美國內戰時期南軍海軍軍官馬休·莫雷。
莫雷號在1918年於霍河造船廠開始建造，在同年下水服役。接著莫雷號被派往法國海域護航商船。第一次世界大戰結束後，莫雷號轉到新成立的南斯拉夫王國外海，強化美國於當地影響力之餘，又協助於亞德里亞海掃雷，以重開航道。1920年莫雷號改裝為佈雷艇，轉為訓練用途，並曾調到太平洋海域演習。1930年莫雷號退役除籍，於1931年出售拆解。